# Jehuda Elberg
Jehuda Elberg, także Yehuda Elberg, ps. „Y. Bergel”, „L. Berg” (ur. 15 maja 1912 w Zgierzu, zm. 18 października 2003 w Montrealu) – pisarz i dziennikarz żydowski, tworzący w języku jidysz.

## Życiorys
W młodości otrzymał wykształcenie religijne. W latach 1943–1939 uczył się w szkole włókienniczej w Łodzi oraz pracował jako majster tkacki. W latach 1940–1943 przebywał w warszawskim getcie, współpracując z Żydowską Organizacją Bojową. Po wydostaniu się z getta mieszkał z żoną w Świdrze u rodziny Włodarczyków, gdzie był zaangażowany w pomoc Żydom, którzy uciekli z transportów. Jednocześnie zarabiał na życie sprzedając wyrzeźbione przez siebie drewniane kapliczki. Po wyzwoleniu wyjechał z żoną do Lublina, a następnie do Łodzi.
Był współzałożycielem Centralnego Komitetu Żydów Polskich w Lublinie (1944), współinicjatorem i współzałożycielem Żydowskiej Agencji Prasowej w Łodzi, współzałożycielem i członkiem Centralnej Żydowskiej Komisji Historycznej oraz należał do Związku Literatów, Dziennikarzy i Artystów Żydowskich. Współpracował z wydawaną w Łodzi gazetą „Dos Naje Lebn”, w której pełnił funkcję sekretarza redakcji (1944–1945). Był korespondentem gazet „Davar” wydawanej Tel Awiwie i „Morgn-zhurnal” z Nowego Jorku. W 1946 wyjechał do Francji, gdzie w latach 1947–1948 był sekretarzem redakcji miesięcznika „Kiem” w Paryżu. W 1948 uczestniczył jako delegat w Światowym Kongresie Kultury Żydowskiej w Nowym Jorku. Następnie zamieszkał w Stanach Zjednoczonych, a w 1956 w Montrealu. Jednocześnie działał w syjonistycznym ruchu robotniczym. W 1960 przebywał w Argentynie w ramach działalności w Histardut. Na emigracji zaangażował się w pisanie powieści i opowiadań, publikując w jidysz około dwudziestu książek, które przetłumaczono m.in. na angielski, hebrajski, hiszpański, francuski i niemiecki.

### Życie prywatne
Był synem rabina w Sanoku i Błaszkach – Abrahama Elberga i Chawy z domu Michelson. Miał dwóch braci i trzy siostry. W 1939 poślubił Rejzel Rosenzaft, z którą miał syna Emanuela (1940–1942). Para rozwiodła się. W 1948 w Nowym Jorku poślubił Tehillę Feinerman (zm. 1956), z którą miał dwoje dzieci. Po jej śmierci ożenił się z Shaindle Stipelman (zm. 1987).
Jego rodzice i siostry zginęli podczas zagłady. Przyjaźnił się z Chaimem Grade.
Dzięki jego świadectwu Instytut Jad Waszem uznał małżonków Piotra i Wiktorię Włodarczyków za Sprawiedliwych wśród Narodów Świata.

## Twórczość
Jako pisarz zadebiutował w druku opowiadaniem „Ber lep” (1932) w łódzkiej gazecie „Folks-blat”. Ponadto publikował opowiadania, reportaże i artykuły w: „Dos Naje Lebn” i „Jidisze Szriftn” w Łodzi; „Morgn zhurnal”, „Di tsukunft”, „JIdiszer kemfer” w Nowym Jorku; „Kiem” w Paryżu i „Davar” w Tel Awiwie. W swoich utworach powracał do okresu zagłady oraz odtwarzał świat Żydów polskich sprzed Holokaustu. Jego powiadanie „837” było wystawiane jako sztuka i umieszczane w wielu antologiach.

### Publikacje
- Ber lep, „Folks-blat”, 1932,
- Akht hundert zibn un draysik, Idisher kemfer, 1950,
- Unter kuperne himłen (pol. Pod miedzianymi niebiosami), 1951,
- Dos poylishe yidntum (pol. Żydzi polscy), 1951,
- Ojfn szpic mast (pol. Na wierzchołku masztu), Nowy Jork: Di bruder shulzinger, 1974,
- A Belev yam (pol. W sercu morza), Tel Awiw: Eked, 1979,
- Tsevorfene zangen (pol. Rozrzucone łodygi), Montreal: Shula, 1976,
- Bay di taykhn fun poyln (pol. Nad rzekami Polski), „Letste nayes”, 1977,
- A man hot nisht keyn mazl (pol. Mąż nie ma szczęścia), 1978,
- Zamd (pol. Piasek), „Forverts” 1977–1978,
- Thom (pol. Przepaść), „Forverts” 1977–1978,
- Mayses, Tel Awiw: Światowa Rada Kultury Żydowskiej, 1980,
- Kalmen kalikes imperye(inne języki) (pol. Kalman Kaleka), Tel Awiw: jidysz-bukh, 1983,
- A mentsh iz nor a mentsh (pol. Człowiek jest po prostu człowiekiem), Tel Awiw: Perets Publ., 1983,
- W leymene hayzer (pol. W glinianych domach), Tel Awiw: Yisroel-bukh, 1985[1].

## Wyróżnienia
- 1951: Nagroda Żydowskiego Kongresu Kulturalnego w Brazylii za Unter kuperne himłen,
- 1977: Nagroda im. Icyka Mangera,
- 1984: Nagroda Atrana[1].